# Sybra subincana
Sybra subincana är en skalbaggsart som beskrevs av Stefan von Breuning 1968. Sybra subincana ingår i släktet Sybra och familjen långhorningar.
Artens utbredningsområde är Sulawesi. Inga underarter finns listade i Catalogue of Life.